# Dansk Tegneserieråd
Dansk Tegneserieråd er en dansk interesseorganisation, som "kan virke for at højne opmærksomheden på og værdsættelsen af tegneseriemediet" . Rådet blev stiftet d. 26. marts 2009.
Blandt de større tiltag som rådet har medvirket til er oprettelsen af en tegneserieskaberuddannelse på The Animation Workshop i Viborg samt udvidelsen af Storm P.-Museets genstandsfelt til at blive museum for tegneserier . Rådet står også bag udarbejdelsen af en årlig hvidbog, der gør status over tegneserieåret i Danmark.
Den nuværende formand for rådet er Stine Spedsbjerg, der overtog posten efter Thomas Thorhauge i 2014.

## Eksterne links
- Dansk tegneserieråd